# Campeonato Europeu de Atletismo em Pista Coberta de 2011 - 1500 m masculino
A prova dos 1500 metros masculino do Campeonato Europeu de Atletismo em Pista Coberta de 2011 foi disputada entre 5 e 6 de março de 2011 na AccorHotels Arena em Paris, França.

## Recordes
Antes desta competição, os recordes mundiais e do campeonato nesta prova eram os seguintes:
|                       | Nome               | Nacionalidade | Tempo     | Local     | Data                    |
| --------------------- | ------------------ | ------------- | --------- | --------- | ----------------------- |
| Recorde mundial       | Hicham El Guerrouj | Marrocos      | 3m 31s 18 | Estugarda | 2 de fevereiro de 1997  |
| Recorde do campeonato | Ivan Heshko        | Ucrânia       | 3m 36s 70 | Madri     | 6 de março de 2005      |
| Recorde europeu       | Andrés Manuel Díaz | Espanha       | 3m 33s 32 | Pireu     | 24 de fevereiro de 1999 |

## Medalhistas
| Ouro                | Prata               | Bronze                |
| Manuel Olmedo (ESP) | Kemal Koyuncu (TUR) | Bartosz Nowicki (POL) |

## Resultados

### Bateria
Qualificação: 2 atletas de cada bateria  (Q) mais os  3 melhores qualificados (q).  
Bateria 1
| Posição. | Raia | Atleta          | Nacionalidade | Tempo   | Notas           |
| -------- | ---- | --------------- | ------------- | ------- | --------------- |
| 1        | 8    | Manuel Olmedo   | Espanha       | 3:43.51 | Q,              |
| 2        | 6    | Kemal Koyuncu   | Turquia       | 3:43.57 | Q,              |
| 3        | 2    | Bartosz Nowicki | Polónia       | 3:43.75 | q               |
| 4        | 7    | Goran Nava      | Sérvia        | 3:43.78 | q               |
| 5        | 3    | Jamale Aarrass  | França        | 3:45.16 | q               |
| 6        | 4    | Wouter de Boer  | Países Baixos | 3:45.79 | Recorde pessoal |
| 7        | 9    | Florian Orth    | Alemanha      | 3:47.47 |                 |
| 8        | 1    | Andreas Vojta   | Áustria       | 3:49.24 |                 |
| 9        | 5    | Colin McCourt   | Reino Unido   | 3:52.56 |                 |

Bateria 2
| Posição. | Raia | Atleta               | Nacionalidade | Tempo   | Notas |
| -------- | ---- | -------------------- | ------------- | ------- | ----- |
| 1        | 7    | Diego Ruiz           | Espanha       | 3:47.32 | Q     |
| 2        | 3    | Jakub Holuša         | Chéquia       | 3:47.39 | Q     |
| 3        | 2    | Mateusz Demczyszak   | Polónia       | 3:47.67 |       |
| 4        | 4    | Christoph Lohse      | Alemanha      | 3:48.52 |       |
| 5        | 5    | Nick McCormick       | Reino Unido   | 3:48.65 |       |
| 6        | 6    | Ate van der Burgt    | Países Baixos | 3:48.97 |       |
| 7        | 8    | Hélio Gomes          | Portugal      | 3.49:22 |       |
| 8        | 1    | Kristof Van Malderen | Bélgica       | 3.49:85 |       |

Bateria 3
| Posição. | Raia | Atleta              | Nacionalidade | Tempo   | Notas |
| -------- | ---- | ------------------- | ------------- | ------- | ----- |
| 1        | 4    | Carsten Schlangen   | Alemanha      | 3:47.06 | Q     |
| 2        | 5    | Juan Carlos Higuero | Espanha       | 3:47.50 | Q     |
| 3        | 7    | Oleksandr Borysjuk  | Ucrânia       | 3:47.84 |       |
| 4        | 3    | René Stokvis        | Países Baixos | 3:48.27 |       |
| 5        | 6    | Yoann Kowal         | França        | 3:48.51 |       |
| 6        | 1    | Adam Czerwiński     | Polónia       | 3:48.55 |       |
| 7        | 8    | Roman Fosti         | Estónia       | 3:49.98 |       |
| 8        | 2    | Barnabás Bene       | Hungria       | 3:50.24 |       |

### Final
A final foi realizada às 14:20 no dia 6 de março de 2011.  
| Posição.          | Raia | Atleta              | Nacionalidade | Tempo   | Notas                |
| ----------------- | ---- | ------------------- | ------------- | ------- | -------------------- |
| Medalha de ouro   | 5    | Manuel Olmedo       | Espanha       | 3:41.03 | Recorde da temporada |
| Medalha de prata  | 4    | Kemal Koyuncu       | Turquia       | 3:41.18 | Recorde nacional     |
| Medalha de bronze | 9    | Bartosz Nowicki     | Polónia       | 3:41.48 |                      |
| 4                 | 6    | Carsten Schlangen   | Alemanha      | 3:41.55 |                      |
| 5                 | 7    | Jakub Holuša        | Chéquia       | 3:41.57 | Recorde da temporada |
| 6                 | 8    | Juan Carlos Higuero | Espanha       | 3:42.29 | Recorde da temporada |
| 7                 | 2    | Goran Nava          | Sérvia        | 3:42.37 | Recorde da temporada |
| 8                 | 1    | Jamale Aarrass      | França        | 3:44.08 |                      |
| 9                 | 3    | Diego Ruiz          | Espanha       | 3:51.67 |                      |

Legenda
| Recorde mundial       | Recorde mundial (World record)               |                       | Recorde africano                      | Recorde africano (African) |                                           | Q | Classificado por posição (Qualified) |
| Recorde do campeonato | Recorde do campeonato (Championship record)  | Recorde da América    | Recorde da América (Americas)         | q                          | Classificado por melhor tempo (Qualified) |   |                                      |
| Melhor marca do ano   | Melhor marca do ano (World leading)          | Recorde asiático      | Recorde asiático (Asian)              | DNS                        | Não largou (Did not start)                |   |                                      |
| Recorde nacional      | Recorde nacional (National record)           | Recorde europeu       | Recorde europeu (European)            | DNF                        | Não terminou (Did not finish)             |   |                                      |
| Recorde pessoal       | Recorde pessoal do atleta (Personal best)    | Recorde da Oceania    | Recorde da Oceania (Oceania)          | DSQ / DQ                   | Desclassificado (Disqualified)            |   |                                      |
| Recorde da temporada  | Recorde da temporada do atleta (Season best) | Recorde sul-americano | Recorde sul-americano (South America) | NM                         | Sem marca (No mark)                       |   |                                      |